# Аманда Ди
Аманда Ди (енгл. Amanda Dee; 14. октобар 1972), познатија под псеудонимом Nyomi Banxxx, америчка је порнографска глумица.